# 瑪麗蘇遇上傑克蘇
《瑪麗蘇遇上傑克蘇》（英語：Mary Sue & Jack Sue），2017年兩岸合作的網路劇，由亞太傳媒集團、博亞龍騰、天津火星文化、KKTV、KKFARM聯合出品，於2017年3月29日中開鏡，5月份殺青。由劉以豪、祁琪、鐘駿勝等人領銜主演。台灣於2017年11月17日在KKTV播出，中國則於2017年11月17日在愛奇藝播出。

## 首播平台
| 頻道   | 所在地 | 播映日期       | 播出時間 |
| ------ | ------ | -------------- | -------- |
| KKTV   | 臺灣   | 2017年11月17日 | 全集上架 |
| 愛奇藝 | 中国   | 2017年11月17日 | 全集上架 |

## 簡介
《瑪麗蘇遇上傑克蘇》講述了十八線女藝人艾瑪（祁琪飾）、金牌婚介顧問牛蘇蘇（李雨奚飾）、天才美少女荔枝（李穎飾）這三個不同層次、不同職業、不同命運、秉持三種愛情理論、生活態度的女人，因機緣巧合住到了一起，展開的一連串故事。

## 演員陣容

### 主演演員
| 演員   | 角色   | 介紹 |
| 劉以豪 | 蘇志煥 | 長相憨厚可愛，但因為是孤兒從小就自卑，畫得一手好漫畫，在網上非常有名，靠著版稅也是個隱形富豪，但是為人特別低調，生活特別簡單。因為上大學的時候一直承蒙女漢子艾瑪的照顧，所以一直愛著艾瑪，但是每次鼓起勇氣想表白的時候一定有事情發生，所以，他漸漸也就習慣默默地在艾瑪的不遠處守護她。 |
| 祁琪   | 艾瑪   | 三線小演員，出身經濟、教養均良好的藝術世家，高中時父親突然離世，家境急轉直下，與母親多年來無法相處但互相深愛，父親離世前留給她一套上海繁華地段的三室一廳，可她的收入連生活都入不敷入促使她產生了將房子租出去的念頭                                                                     |
| 鐘駿勝 | 高立森 | 艾瑪初戀男友，出生傳統豪門，回國後將家族傳統產業轉型為新興電商，典型的高富帥傑克蘇人設。 |
| 李穎   | 荔枝   | 姜麗芝，小名荔枝，隱形富二代，21歲便已經統計學碩士畢業了，天才少女，長相小巧玲瓏，性格古靈精怪，打扮二次元。她渴望愛情可從未談過戀愛，活在自己的世界裡，天天YY各種小鮮肉。 |
| 李雨奚 | 牛蘇蘇 | 牛蘇蘇，剛過三十歲，有一個五歲的兒子，牛蘇蘇這輩子的特色就是中不溜，她長相中等，身高中等，學習中等，家庭中等，能力也中等，而她對這樣中不溜的生活一點兒也沒有不滿意，她從小受到的教育就只有兩個字“安全”。                                                                               |
| 黃宏軒 | 唐唐   | 花樣美男 |
| 劉道玄 | 李克力 | 禁慾系男神 |
| 婁明森 | 蔣摩傑 | 玩世不恭花痞男 |

### 其他演員
| 演員   | 角色   | 介紹 |
| 劉亮佐 | 李教授 |      |
| 王琄   | 艾瑪媽 |      |
| 隋玲   | 白雪   |      |

## 網路劇歌曲
| 曲别   | 歌名       | 演唱者 | 作詞   | 作曲   |
| 片頭曲 | 謝謝收看   | 劉明湘 |        |        |
| 插曲   | 遇見你     | 林育品 | 城旭遠 | 34Bit  |
| 插曲   | 傻的可以   | 李雨奚 |        |        |
| 插曲   | 入戲太深   | 許仁杰 | 許仁杰 | 游政豪 |
| 插曲   | 聽著我唱歌 | 解偉苓 |        |        |
| 插曲   | 犯傻       | 劉軒蓁 |        |        |
| 片尾曲 | 最後的歸期 | 鄭國鋒 |        |        |

## 外部連結
- 瑪麗蘇遇上傑克蘇的新浪微博
- KKTV的Facebook專頁